# Cessna Citation X
De Cessna Citation X is een zakenjet voor lange afstanden, gebouwd door Cessna Aircraft Company, met een topsnelheid van Mach 0,944 (1.155 km/h op 12.700 meter hoogte) een van de snellere modellen uit de Citation-reeks. De Citation X wordt aangedreven door twee Rolls-Royce-turbofans en werd gebouwd door Cessna Aircraft Company in Wichita, Kansas. De Citation X mag niet door een enkele piloot worden bestuurd (niet single-pilot-gecertificeerd). De eerste vlucht vond plaats op 21 december 1993. 
De Citation X is de opvolger van de Cessna Citation III. Om het "slowtation"-imago van de Citation-serie als ietwat trage zakenjets weg te nemen, lag de nadruk bij de marketing van de Citation X op de hoge maximumsnelheid. Op verzoek van het Cessna Citation-klantenpanel maakt het bagagecompartiment van dit toestel onderdeel uit van de drukcabine.   